# Ahmed Labidi
Pour les articles homonymes, voir Labidi.
Ahmed Labidi, né le 19 avril 1923 dans le village de Gammouda près de Sidi Bouzid et mort le 17 juillet 2008, est un athlète tunisien spécialiste des courses de fond qui a participé deux fois aux Jeux olympiques d'été : une fois sous les couleurs françaises et l'autre sous les couleurs tunisiennes.

## Biographie
Né dans un petit village du gouvernorat de Sidi Bouzid, il pratique son sport dans les vastes prairies. Attiré à Tunis par les courses organisées par la ligue d'athlétisme, son talent lui permet de briller dans les courses de fond et de cross-country. Enrôlé dans l'équipe de France, il participe à plusieurs courses internationales de cross-country avant de partir aux Jeux olympiques d'été de 1952, lors desquels il se classe 25e de l'épreuve du 10 000 mètres. Il est également couronné par le titre de champion du monde de cross-country militaire.
Figure familière de l'athlétisme tunisien, l'indépendance de son pays l'amène à rentrer à Tunis où il rejoint les rangs de son premier club, la Zitouna Sports. Il remporte de nombreux titres nationaux — en 5 000 mètres, 10 000 mètres et au marathon.
Après l'indépendance de la Tunisie, il participe à nouveau aux Jeux olympiques, cette fois à ceux de 1960 en tant qu'athlète tunisien, terminant 49e du marathon à Rome en 2 h 35 min 43 s 02.
Il a continué à pratiquer ce sport jusqu'à un âge avancé. À plus de 70 ans, il participait aux courses de vétérans dans sa spécialité préférée, le marathon.